# Карачаевский джамаат
Карачаевский джамаат (иногда упоминается как «Мусульманское общество № 3» и «Джамаат моджахедов Карачая» (карач.-балк.  Къарачай джамагъат, Муслиман къауум №3, Къарачайны муджахедлени джамагъатлары) — карачаевская террористическая группировка ваххабитского толка, действовавшая в России. На счету членов группировки взрывы жилых домов в Москве и Волгодонске в 1999 году (232 погибших), 2 теракта в московском метро в 2004 году (52 погибших, 300 раненых), теракты в Краснодаре (4 погибших, 27 раненых), Воронеже (1 погибший, 6 раненых), Ставропольском крае и Ростовской области.

## История
Карачаевский джамаат был основан в 1995 году. Группа проповедовала идеи ваххабизма, создав филиалы в Карачаево-Черкесии и Кабардино-Балкарии. Вначале джамаатом руководил пожилой имам Адам Семёнов, но потом он перестал устраивать молодых прихожан.
В мае 2002 года газета «Известия» назвала основателем Карачаево-Черкесского джамаата Рамазана Борлакова. Являясь имамом одной из местных мечетей, в середине 1990-х годов он побывал сразу в нескольких арабских странах, где нашёл спонсоров для открытия на родине, в городе Учкекене, собственного медресе: «Постепенно проповеди становились агрессивнее. Всё чаще сам Борлаков повторял, что мусульман в России притесняют, что мусульманам нужно объединяться и что жить надо по шариатским, а не по светским законам. Что официальная организация — Духовное управление мусульман — прогнившая и коррумпированная структура, которая дружит с властью и не заботится о бедных». Ачимеза Гочияева «Известия» называют воспитанником Борлакова. Управление Карачаево-Черкесским джамаатом Борлаков передал в середине 1998 года своему самому верному ученику Хызыру Салпагарову. Незадолго до начала Второй чеченской войны лидер террористов Рамазан Борлаков установил контакт с арабским террористом Хаттабом. Борлаков направлял в его тренировочные лагеря своих сторонников и затем сформировал из них так называемый «карачаевский батальон». Среди боевиков «батальона» был и Ачемез Гочияев, также направлявший своих последователей в лагеря Хаттаба и лидера дагестанских ваххабитов Багаутдина Дагестани.
В марте 2010 года, после ликвидации лидера Кабардинского джамаата Анзора Астемирова, карачаевский и кабардино-балкарский «джамааты» были объединены в «Объединённый вилайят Кабарды, Балкарии и Карачая» Имарата Кавказ.

## Лидеры
- Адам Семёнов
- Рамазан Борлаков
- Ачимез Гочияев
- Идрис Глоов †[2][10]
- Николай Кипкеев †[2]
- Аслан Темирбулатов †[2]
- Руслан Хубиев †
- Хасанби Факов †

## Теракты
Члены джамаата разработали план вооружённого захвата власти в Карачаево-Черкесии и Кабардино-Балкарии и создания на их территории мусульманского государства. Осуществить эти планы ваххабиты не успели из-за начала боевых действий в Чечне в конце 1999 года, после чего перешли на проведение терактов.

### Взрывы домов в Москве и Волгодонске
В сентябре 1999 года Гочияевым и его сообщниками Адамом Деккушевым, Юсуфом Крымшамхаловым, Денисом Сайтаковым и другими была организована серия взрывов жилых домов в Москве и Волгодонске. Эта серия терактов была организована и профинансирована руководителями незаконного вооружённого формирования «Исламский институт „Кавказ“» — Хаттабом и Абу Умаром. Теракты были направлены на массовую гибель людей и нарушение общественной безопасности, устрашение населения и оказание воздействия на принятие решений органами власти по ликвидации последствий вторжения боевиков на Дагестан в августе 1999 года.

### Серия терактов на Ставрополье
- 6 октября 2000 — в 16:03—16:05 в Пятигорске и Невинномысске (Ставропольский край) одновременно прогремели четыре взрыва. Первый взрыв произошёл на автобусной остановке рядом с администрацией Невинномысска, второй — на Казачьем рынке Невинномысска, третий и четвёртый — на платформе железнодорожного вокзала в Пятигорске. В результате терактов 4 человека погибли, а 20 были ранены.
- 8 декабря 2000 — в городе Пятигорске (Ставропольский край) в районе Верхнего рынка одновременно были взорваны два автомобиля. В результате терактов погибли 4 человека, 45 ранены.
- 24 марта 2001 — взрыв у входа на Центральный рынок города Минеральные Воды (Ставропольский край). Взрывное устройство мощностью не менее 50 кг в тротиловом эквиваленте было заложено в легковом автомобиле ВАЗ-2103. В результате теракта погиб 21 человек, около 100 ранены. В тот же день произошёл взрыв бомбы в автомобиле ВАЗ-2106 у здания местного ГИБДД в городе Ессентуки (Ставропольский край). В результате этого теракта были ранены 22 человека[13]. В тот же день при досмотре автомобиля ВАЗ-2106, следовавшего в Невинномысск, была обнаружена бомба мощностью 40 кг в тротиловом эквиваленте. Машина была отогнана в лес близ селения Адыге-Хабль (Карачаево-Черкесия). При попытке разминирования бомба взорвалась, погибли 2 эксперта-взрывотехника МВД. Террорист Арасул Хубиев, водитель машины, не пострадал[14][5].

12 июля 2002 года Ставропольский краевой суд признал Арасула Хубиева виновным в совершении терактов и приговорил его к пожизненному заключению.
Через Арасула Хубиева правоохранительные органы вышли на след ваххабитов. Вскоре были задержаны около 20 членов «Мусульманского общества № 3». Часть была поймана в июне 2001 года милиционерами Кабардино-Балкарии, когда боевики попытались перейти российско-грузинскую границу, чтобы попасть в Панкисское ущелье к месту расположения бандгруппы полевого командира Руслана Гелаева. Часть примерно в это же время была задержана грузинскими пограничниками. Среди обвиняемых были рядовые исполнители — Отари Айбазов, Рашид Айбазов, Магомед Аушев, Ойсул Кечеруков, Тимур Отегенов, Дахир Салпагаров, Энвер Текеев, Тимур Шаманов, Аслан Хазбулатов, Осман Чаушев, Анзор Хутов, Валерий Айбазов, Оли Каппушев, Азамат Тлисов и Рузали Хутов. Их лидерами являлись Казбек Шайлиев, Хызыр Салпагаров, Рамазан Гочияев и Эдуард Харатоков.
16 рядовых боевиков джамаата были осуждены в августе 2002 года; все они получили от 4 до 16 лет тюрьмы. В отношении же троих лидеров ваххабитов уголовное дело было выделено в отдельное производство. 26 сентября 2002 года Выездная сессия Ставропольского краевого суда в Пятигорске вынесла приговор в отношении Хызыра Салпагарова, Рамазана Гочияева и Эдуарда Харатокова, являвшихся руководителями джамаата. Все трое были признаны коллегией присяжных виновными ещё за несколько недель до приговора, теперь же суд назначил им наказание: Рамазан Гочияев получил 23 года, Салпагаров — 19 лет, Харатоков — 15.

### Взрыв в поезде московского метро
В пятницу 6 февраля 2004 года в вагоне поезда Московского метрополитена, следовавшего в центр, между станциями «Автозаводская» и «Павелецкая» произошёл взрыв. Взрывное устройство мощностью от 2,9 до 6,6 кг в тротиловом эквиваленте привёл в действие 20-летний житель села Учкекен Карачаево-Черкесии Анзор Ижаев; бомба находилась в его рюкзаке. В результате теракта погиб (не считая Ижаева) 41 человек (именно столько имён значится на мемориальной доске, установленной на станции метро «Автозаводская»), а около 250 человек получили ранения. По данным следствия, бомба для теракта была изготовлена террористами Идрисом Глоовым, Тамбием Хубиевым и Муратом Шаваевым в съёмной квартире на юге столицы.

### Теракт у станции метро «Рижская»
Около 20 часов вечера 31 августа 2004 года террористка-смертница пыталась пройти на станцию метро «Рижская» в Москве, но после того, как увидела милиционеров, дежуривших у входа, развернулась, прошла несколько метров и привела в действие взрывное устройство в толпе людей. В результате теракта погибли 10 человек, среди которых сама террористка, а также Николай Кипкеев, который принимал участие в подготовке и осуществлении теракта. Пострадало в общей сложности 33 человека. Мощность взрыва составила примерно 1,5—2 кг в тротиловом эквиваленте. Человеком, который сопровождал смертницу на станцию метро «Рижская» и сам погиб вместе с ней, был Николай Кипкеев. Кипкеев был членом Карачаевского джамаата, входил в личную охрану Ачемеза Гочияева, принимал участие в осуществлении серии терактов в 2001 году. Он также участвовал в боевых действиях в Чечне в составе «карачаевского батальона», получил несколько ранений, а затем скрывался за границей.

### Суд над организаторами терактов
Организаторы терактов Тамбий Хубиев, Мурат Шаваев и Максим Панарьин, которые изготовили взрывные устройства на арендованных в Москве квартирах, были арестованы в мае 2005 года. 2 февраля 2007 года за подготовку двух терактов в Москве в 2004 году и подрывы автобусных остановок в Воронеже и Краснодаре они были приговорены Московским городским судом к пожизненному заключению.